# Iván Ramírez
Iván Rodrigo Ramírez Segovia (ur. 8 grudnia 1994 w Asunción) – paragwajski piłkarz występujący na pozycji prawego obrońcy, reprezentant Paragwaju, od 2023 roku zawodnik Libertadu.